# Zavaliv, Pidhaiți
Zavaliv (în ucraineană Завалів) este localitatea de reședință a comunei Zavaliv din raionul Pidhaiți, regiunea Ternopil, Ucraina.

## Demografie
Componența lingvistică a localității Zavaliv
     Ucraineană (99,79%)
     Alte limbi (0,21%)
Conform recensământului din 2001, majoritatea populației localității Zavaliv era vorbitoare de ucraineană (99,79%), existând în minoritate și vorbitori de alte limbi.